# Хронология эллинистического Египта
Эллинисти́ческий Еги́пет (332 до н. э. — 30 до н. э.) — период в истории Египта, начинающийся со вхождения в состав державы Александра Македонского в 332 до н. э до завоевания Октавианом в 30 году до н. э.

## Хронология
- 331 год до н. э. — Александр Македонский освобождает Египет от персидского владычества. В оазисе посреди Ливийской пустыни он провозглашен фараоном и воплощением Зевса-Аммона. По приказу Александра начинается возведение Александрии Египетской.
- 323 год до н. э. — Смерть Александра Македонского в Вавилоне[3]. Начало борьбы диадохов за власть.
- 306–283 год до н. э. — Правление Птолемея I Лага (Сотера), основателя греко-македонской династии Птолемеев в Египте.
- 283–246 год до н. э. — Птолемей II. Возвышение державы Птолемеев[4].
- 221 год до н. э. — Убийство царицы Береники II.
- 201 год до н. э. — Пятая Сирийская война.
- 47–30 год до н. э. — Клеопатра пытается удержать Египет от полного покорения Риму[5].
- 47 год до н. э. — Прибытие Юлия Цезаря в Александрию. Частично уничтожена Александрийская библиотека.
- 31 год до н. э. — Поражение Клеопатры VII и Марка Антония в морской битве при Акции.
- 30 год до н. э. — Самоубийство Клеопатры VII. Конец царства Птолемеев, Египет становится провинцией владений Октавиана.